# Кільченська бухта (заказник)
Заказник місцевого значення «Кільченська бухта» (с. Матиясове) була оголошена Рішенням виконкому Миколаївської обласної ради депутатів трудящих від 25.12.1979 № 623, на землях Березанського району Миколаївської області (с. Матиясове).
Площа — 120 га.

## Скасування
Рішенням Миколаївського облвиконкому від 23.10.1984 року № 448 «Про мережу території та об'єктів природно-заповідного фонду області» пам'ятка була скасована. Відбулося пересихання та пов'язана з ним зміна берегової лінії, гідрологічного та біологічного режимів...